# Victor (album)
Victor è un album solista del chitarrista della rock band canadese Rush Alex Lifeson, ed è stato pubblicato il 9 gennaio 1996. Il disco avrebbe dovuto avere un seguito, Victor II, ma l'idea fu abbandonata poco dopo la tragedia familiare che occorse al batterista dei Rush Neil Peart.

## Tracce
1. Don't Care (Alex Lifeson) – 4:04
2. Promise (Alex Lifeson/Bill Bell) – 5:44
3. Start Today (Alex Lifeson) – 3:48
4. Mr. X (Alex Lifeson) – 2:21
5. At the End (Alex Lifeson/Adrian Zivojinovich) – 6:07
6. Sending Out a Warning (Alex Lifeson/Bill Bell) – 4:11
7. Shut Up Shuttin' Up (Charlene & Esther/Alex Lifeson/Bill Bell) – 4:02
8. Strip and Go Naked (Alex Lifeson/Bill Bell) – 3:57
9. The Big Dance (Alex Lifeson/Adrian Zivojinovich) – 4:14
10. Victor (W. H. Auden/Alex Lifeson) – 6:25
11. I Am the Spirit (Alex Lifeson/Bill Bell) – 5:31

## Formazione
- Bill Bell - chitarre
- Edwin - voce
- Alex Lifeson - chitarre/basso/tastiere/voce
- Blake Manning - batteria

### Musicisti addizionali
- Peter Cardinali - basso (traccia 7 e 10)
- Les Claypool - basso (traccia 9)
- Dalbello - voce (traccia 3)
- Adrian Zivojinovich - programming (traccia 5 e 9)

## Classifiche
| Classifica (1996) | Posizione massima |
| ----------------- | ----------------- |
| Stati Uniti       | 99                |

## Singoli
| Informazioni |
| --- |
| Don't Care - Pubblicato: - Scritto da: Alex Lifeson - Prodotto da: Alex Lifeson - Posizione in classifica:                  |
| I Am the Spirit - Pubblicato: - Scritto da: Alex Lifeson & Bill Bell - Prodotto da: Alex Lifeson - Posizione in classifica: |
| Promise - Pubblicato: - Scritto da: Alex Lifeson & Bill Bell - Prodotto da: Alex Lifeson - Posizione in classifica:         |